# Dekanat pruszkowski

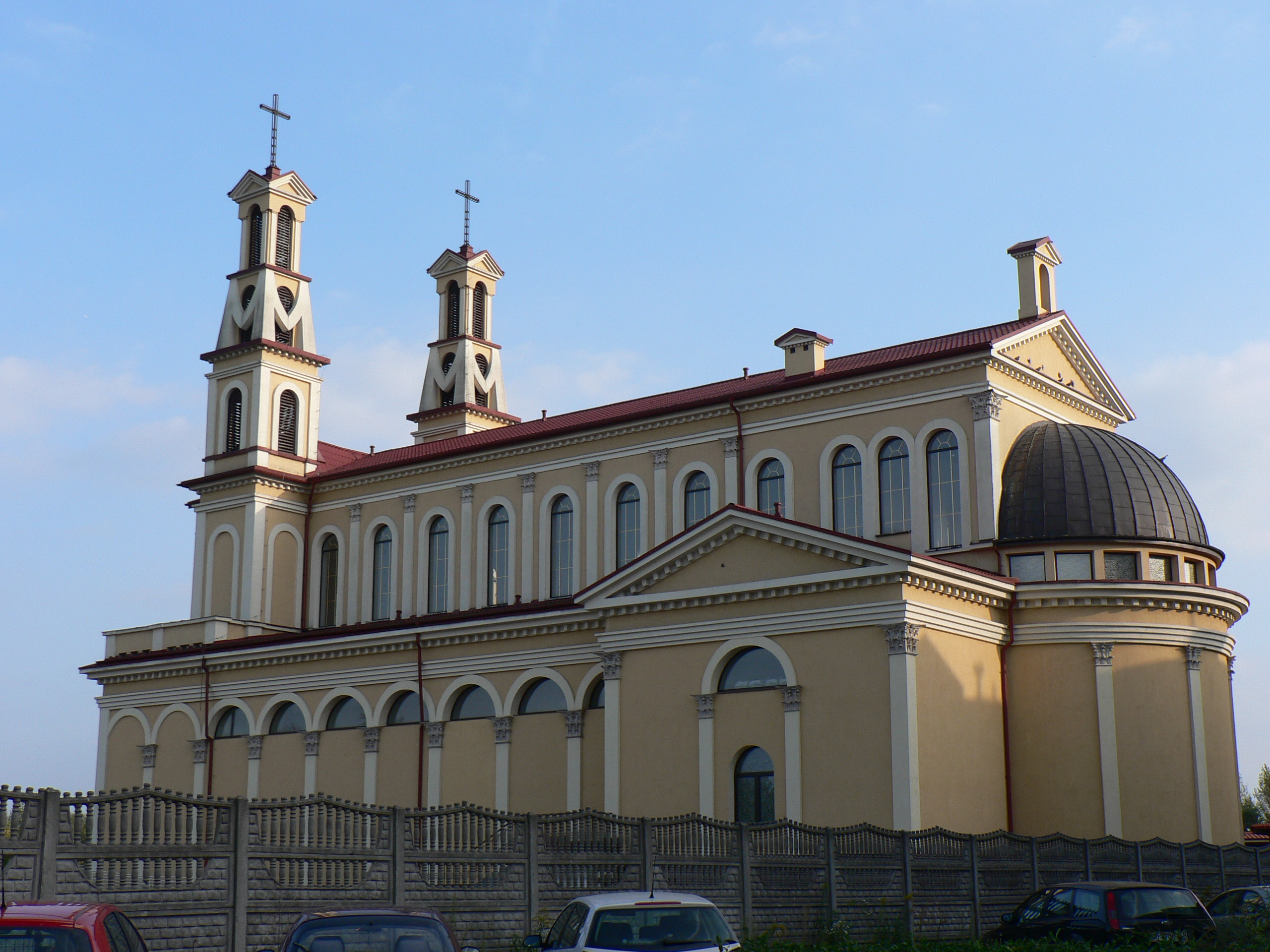
Kościół pw. Matki Bożej Nieustającej Pomocy w Pruszkowie

Dekanat pruszkowski – jeden z 25 dekanatów rzymskokatolickich archidiecezji warszawskiej wchodzącej w skład metropolii warszawskiej. Dziekanem dekanatu jest ks. prał. Marian Mikołajczak, proboszcz parafii św. Kazimierza w Pruszkowie.
W skład dekanatu wchodzi 10 parafii:
- Parafia Narodzenia Najświętszej Maryi Panny w Komorowie (powiat pruszkowski)
- Parafia Świętych Apostołów Piotra i Pawła w Pęcicach
- Parafia Chrystusa Króla Wszechświata w Piastowie
- Parafia Matki Bożej Częstochowskiej w Piastowie
- Parafia św. Michała Archanioła w Piastowie
- Parafia św. Edwarda w Pruszkowie
- Parafia św. Józefa Oblubieńca Najświętszej Maryi Panny w Pruszkowie
- Parafia św. Kazimierza w Pruszkowie (aktualnie parafia dziekańska)
- Parafia Matki Bożej Nieustającej Pomocy w Pruszkowie
- Parafia Niepokalanego Poczęcia Najświętszej Maryi Panny w Pruszkowie